# Żelimucha
Żelimucha  [ʐɛliˈmuxa] (deutsch Buchhorst) ist ein Dorf in der polnischen Woiwodschaft Westpommern. Es gehört zur Landgemeinde Białogard (Belgard) innerhalb des Powiats Białogardzki.

## Geographische Lage
Żelimucha liegt sieben Kilometer nördlich der Kreisstadt Belgard an der bis 1945 verlaufenden Grenze zum Landkreis Kolberg-Körlin, die hier von dem Flusslauf der Radew (Radüe) gebildet wird. Über die Woiwodschaftsstraße 166 ist das Dorf gut von Białogard oder von der Landesstraße 6 / Europastraße 28 aus Richtung Koszalin (Köslin) gut zu erreichen. Die nächsten Bahnstationen sind Kościernica (Kösternitz) und Białogard.

## Ortsgeschichte
Buchhorst ist ein junges Dorf und erst in der Regierungszeit von Friedrich dem Großen entstanden. Das Dorf erhielt seinen Namen nach einem gleichnamigen Hügel, der im Bruch lag und mit Buchen bewachsen war.
Buchhorst war zunächst ein Vorwerk zum Domänengut Belgard. Durch Verkauf gelangte es in Privatbesitz und wurde Rittergut. 1841 verkaufte der damalige Besitzer Alexander von Dassel kleine Parzellen an "kleine Leute" der umliegenden Ortschaften und ging dann auf das Gut Schinz. Die Hauptparzelle mit dem großen Gutshaus erwarb Christian Waskow, dessen Familie den Betrieb über mehrere Generationen bis 1945 weitervererbte.
Im Jahre 1842 hatte Buchhorst 324 Einwohner und war im Vergleich mit der Rittergutszeit stark gewachsen. 1939 wurden in dem 301,5 Hektar großen Ort 209 Einwohner gezählt, von denen der weitaus überwiegende Teil in der Land- und Forstwirtschaft arbeitete.
Bis 1945 lag Buchhorst im Landkreis Belgard (Persante) und gehörte zum Amtsbezirk Kösternitz und zum Standesamtsbezirk Roggow. Das zuständige Amtsgericht war in Belgard. Letzte Amtsinhaber waren Bürgermeister Paul Behling, Amtsvorsteher Albert Münchow und der Standesbeamte Paul Zülow. Der Redliner Oberlandjäger Gauger sorgte für polizeiliche Sicherheit und Ordnung.
Nach der Besetzung durch sowjetische Truppen Anfang März 1945 erfolgte die Vertreibung der ansässigen Bevölkerung. Buchhorst kam unter dem Namen Żelimucha zu Polen und ist heute ein Ortsteil der Gmina Białogard.

## Kirche
Buchhorst gehörte zur Marienkirchengemeinde in Belgard und lag damit im Kirchenkreis Belgard innerhalb der pommerschen Kirchenprovinz der evangelischen Kirche der Altpreußischen Union. Letzte deutsche Geistliche waren der 1945 gefallene Pfarrer Gerhard Schlecht und der bis 1947 amtierende Superintendent Johannes Zitzke.
Heute liegt der Ort im Bereich der Kirchengemeinde Koszalin in der Diözese Pommern-Großpolen der polnischen Evangelisch-Augsburgischen Kirche.

## Schule
Bis 1846 mussten die Buchhorster Kinder die Schule in Kösternitz besuchen. Danach gingen sie in die neu am Ort errichtete Volksschule. Letzter deutscher Lehrer war Axel Trapp.